# 若い貴紳の肖像
『若い貴紳の肖像』（わかいきしんのしょうぞう、西: Retrato de caballero joven、英: Portrait of a Young Nobleman）は、クレタ島出身のマニエリスム期スペインの巨匠エル・グレコが1600–1605年にキャンバス上に油彩で描いた肖像画である。長い間、作品は詩人のバルタサール・エリシオ・デ・メディニーリャを表したものだと考えられていたが、現在では否定されており、モデルは不明である。この肖像画は、エル・グレコがヴェネツィアにいた間に知っていたティツィアーノとティントレットの肖像画に影響を受けていると思われる。1834年以降、マドリードのプラド美術館に所蔵されている。

## 作品
本作の制作年代に関しては、現在でも研究者の間で意見が分かれており、コッシオ (Cossio) はエル・グレコの生涯の最後の10年間 (1604-1614年) に位置づけている。それよりもう少し早い時期とする説が最も有力で、マイヤー (Meyer) は1597-1603年ごろ、ゼ―ナー (Soehner) は1603-1605年と主張している。ウェゼーやアルバレス・ロベーラも1600-1605年ごろとしている。本作に見られる、17世紀初頭のエル・グレコの様式的特徴である即興的で自由な仕上げと、ためらいのない筆致、赤みを帯びた色調からも妥当な制作時期であろう。
本来、この絵画はマドリード近郊のエル・パルドにあるアルコ公爵の別荘の「13番目の夏の部屋」に置かれていたことがわかっている。この別荘は、公爵の未亡人からフェリペ5世 (スペイン王) と王妃エリザベッタ・ファルネーゼに贈られた離宮である。カルロス3世 (スペイン王) の死後、1789年から1794年に作成された目録には、エル・グレコ作として記載されている。
半身像で描かれたモデルの若い男性は、身体をわずかに左に向け、黒い大きな目で鑑賞者を注視している。淡黄色と金色の入り混じった立派なヤギひげが、額を大きく見せた短髪やくっきりとカーブを描く眉の黒さと対比をなす。身に纏っている胴衣は細い紐と銀のボタンで飾られた黒いベルベット製で、左肩にはドイツ風の小さなマントを掛けている。大きな白いひだ襟は、首と胴体を切り離してしまうことなく丹念に柔らかく描かれている。栗色の色調の背景は、単調さを避けるためところどころに施された灰色、黒、茶、深紅色のタッチで微妙なニュアンスが与えられている。
地中海的風貌のこの魅力的な男性像は、多くの批評家、美術史家を感嘆させてきた。彼らは人物の相貌の中に「静穏で確かな美」 (コッシオ) の表現を認めたのである。また、カモン・アスナールは、「エル・グレコが描き出したスペイン的魂」という、画家の同様の肖像画に対して繰り返されてきた見方にそって、本作の中に穏やかな生粋の優美さを持つトレドの郷士の姿を看取したのであった。